# Gunilla Lindberg
Gunilla Lindberg, född 6 maj 1947 i Upplands Väsby, är en svensk ledamot av Internationella Olympiska Kommittén (IOK). Hon är även tidigare generalsekreterare för Sveriges Olympiska Kommitté (SOK).

## Biografi
Lindberg började arbeta på Sveriges Olympiska Kommittés (SOK) kansli som sekreterare 1969 och blev 1984 biträdande generalsekreterare. År 1989 tillträdde hon posten som generalsekreterare, en post hon innehade fram till 2023. Hon invaldes i styrelsen för de europeiska olympiska kommittéernas samarbetsorganisation (EOC) 1993 och valdes till ledamot i den Internationella Olympiska Kommittén under OS i Atlanta 1996. År 2000 invaldes hon för första gången i IOK:s styrelse. Under OS i Aten 2004 valdes hon till en av IOK:s fyra vice ordförandeposter för fyra år framåt. År 2011 blev hon återigen invald i styrelsen.
Hon är (2021) även ledamot av IOK:s styrelse och generalsekreterare för de nationella olympiska kommittéernas samarbetsorgan ANOC (Association of National Olympic Committees). Hon rankas (2025) som den olympiska rörelsens åttonde mest inflytelserika person av publikationen Around the Rings.

## Arbete vid de Olympiska spelen
Gunilla Lindberg har arbetat med den svenska OS-truppen under alla olympiska sommar- och vinterspel sedan OS i Sapporo 1972. Under spelen 1972, 1976 och 1980 var hon kontorschef, och sedan 1984 har hon varit biträdande Chef de Mission.

## Övrigt
Lindberg var ledamot av Svenska Dagbladets guldmedaljnämnd 1993-2014.